# Щетинин, Михаил Иванович (воевода)
Князь Михаил Иванович Щетинин — воевода и дипломат во времена правления Михаила Фёдоровича и Алексея Михайловича.
Из княжеского рода Щетинины. Младший сын князя Ивана Семёновича Щетинина. Имел старшего брата, князя Ивана Ивановича.

## Биография
Показан в стольниках. В феврале 1639 года ездил со столом от Государя к голландским послам. В 1640—1641 годах воевода в Торопце. В 1645 году воевода в Шуе. В сентябре 1647 года первый воевода Сторожевого полка в Карпове, а по вестям велено ему сходиться и быть в Белгороде со стольником и князем Хилковым. В январе 1648 года на бракосочетании царя Алексея Михайловича и Марии Ильиничны Милославской восьмой стольник для становления яств перед Государём в Грановитой палате. В 1649—1651 годах первый воевода в Терках. В апреле 1653 года послан в Литву вторым дворянином посольства при боярине и князе Репнине. В мае 1655 года второй воевода у государева знамени в походе из Москвы в Смоленск, а в июне, в той же должности, в походе из Смоленска под Ригу против шведского короля. В феврале 1657 года послан третьим полковым и осадным воеводой в Псков. В апреле 1658 года воевода в Юрьеве-Ливонском.
По родословной росписи показан бездетным.